# Holloman Air Force Base

i7
i11
i13
Die Holloman Air Force Base ist ein Stützpunkt der US-Luftwaffe (USAF) im Süden des US-Bundesstaats New Mexico, rund 13 km südwestlich von Alamogordo. Sie gehört zum Air Combat Command und beherbergte von 1992 bis 2008 als einzige Basis die Stealth-Flugzeuge F-117 Nighthawk. Die Basis verfügt über drei Start- und Landebahnen: 04/22 (3225 m Länge), 07/25 (3900 m) und 16/34 (3700 m). Rund 4600 Soldaten waren hier Ende 2003 stationiert. Zudem war dort bis 2018 das Fliegerische Ausbildungszentrum der Luftwaffe untergebracht und der Flughafen ist die wichtigste Ausbildungsbasis für Drohnenpiloten auf den Mustern MQ-1 Predator und MQ-9 Reaper. Der United States Census betrachtet die Basis als einen Census-designated place. Im Jahr 2020 wurden 3.810 Einwohner gezählt.

## Geschichte
Der Flugplatz wurde 1942 in Verbindung mit dem Bau des Schießplatzes Alamogordo Bombing and Gunnery Range, der heutigen White Sands Missile Range, als Alamogordo Field Training Station errichtet, dann als Alamogordo Army Air Base und ab November 1942 als Alamogordo Army Air Field bezeichnet. Den heutigen Namen Holloman Air Force Base erhielt die Basis am 13. Januar 1948 zu Ehren von Colonel George V. Holloman, der an der Entwicklung und Erprobung eines Instrumentenlandesystems beteiligt war sowie frühe Versuche mit gelenkten Raketen durchführte.
Während des Zweiten Weltkrieges trainierten Bombercrews der Air Force hier mit B-17, B-24 und B-29 für ihre Kampfeinsätze in Europa und im pazifischen Raum. 1947 begann das Air Materiel Command, der Vorläufer des heutigen Air Force Materiel Command, auf dem Stützpunkt mit der Entwicklung und Tests von unbemannten Luftfahrzeugen und gelenkten Raketen. Lt Col John P. Stapp erreichte am 10. Dezember 1954 mit einem raketengetriebenen Schlitten die Rekordgeschwindigkeit von 1017 km/h (632 Meilen pro Stunde); das Beobachtungsflugzeug dieses Versuchs steuerte Joseph Kittinger, der 1960 selbst mit einer Ballonfahrt in die Luftfahrtgeschichte einging.
Zwischen 2008 und 2014 beherbergte die Basis die F-22 Raptor.
Die amerikanische Luftwaffe verlegte ihre F-22 zwischen Januar und April 2014 nach Tyndall. In Holloman begann ab Frühjahr 2014 die F-16 Fighting Falcon-Ausbildung, die mittelfristig komplett von der Luke Air Force Base übernommen werden soll; wo wiederum inzwischen die F-35 Lightning II-Ausbildung angelaufen ist.

## Raketenstartplatz
Ein Raketenstartplatz befindet sich bei 32° 53′ 0″ N, 106° 4′ 0″ W. Hier wurden seit 1948 zahlreiche Höhenforschungsraketen und militärische Raketen gestartet.
Ferner wurden hier die Geschwindigkeitsweltrekorde für Schienenfahrzeuge aufgestellt. Im Oktober 1982 trieb ein unbemannter Raketenschlitten eine Ladung von 25 Pfund auf eine Geschwindigkeit von 9845 km/h (6119 mph). Am 30. April 2003 folgte auf diesem Startplatz der aktuelle Geschwindigkeitsweltrekord. Das Fahrzeug war ebenfalls ein unbemannter (vierteiliger) Raketenschlitten, der eine Geschwindigkeit von 10.430 km/h (6480 mph) erreichte.

## Deutsche Luftwaffe in Holloman

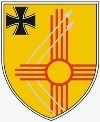
Internes Verbandsabzeichen des Fliegerischen Ausbildungszentrums der Luftwaffe

Nach Schließung der George AFB in Südkalifornien fanden seit 1992 hier Teile des Flugtrainings von Piloten der deutschen Luftwaffe statt, bis Dezember 2004 auf der F-4 Phantom II, ab 1996 auch mit Panavia Tornados.
Am 1. März 1995 gab der damalige „Kommandeur des Deutschen Luftwaffenkommandos USA/Kanada“, Brigadegeneral Adam bekannt, dass ab 1996 die Luftwaffe ihren eigenen Stützpunkt in Holloman einrichtet und die dort stationierten Kampfflugzeuge auch die deutschen Hoheitszeichen tragen werden. Zudem könne die Luftwaffe mit eigener Luftkontrolle und eigenen Einsatzregeln fliegen. Die dort stationierten Tornados tragen deutsche Markierungen, die Phantom hingegen flogen mit US-Kennzeichen.
Im September 2017 wurde die fliegerische Ausbildung für den Tornado in Holloman eingestellt und zum Taktischen Luftwaffengeschwader 51 in Jagel verlegt. Die Instandhaltung für die Tornados wurde noch bis Mitte 2018 genutzt. Danach wurde das Zentrum aufgelöst.

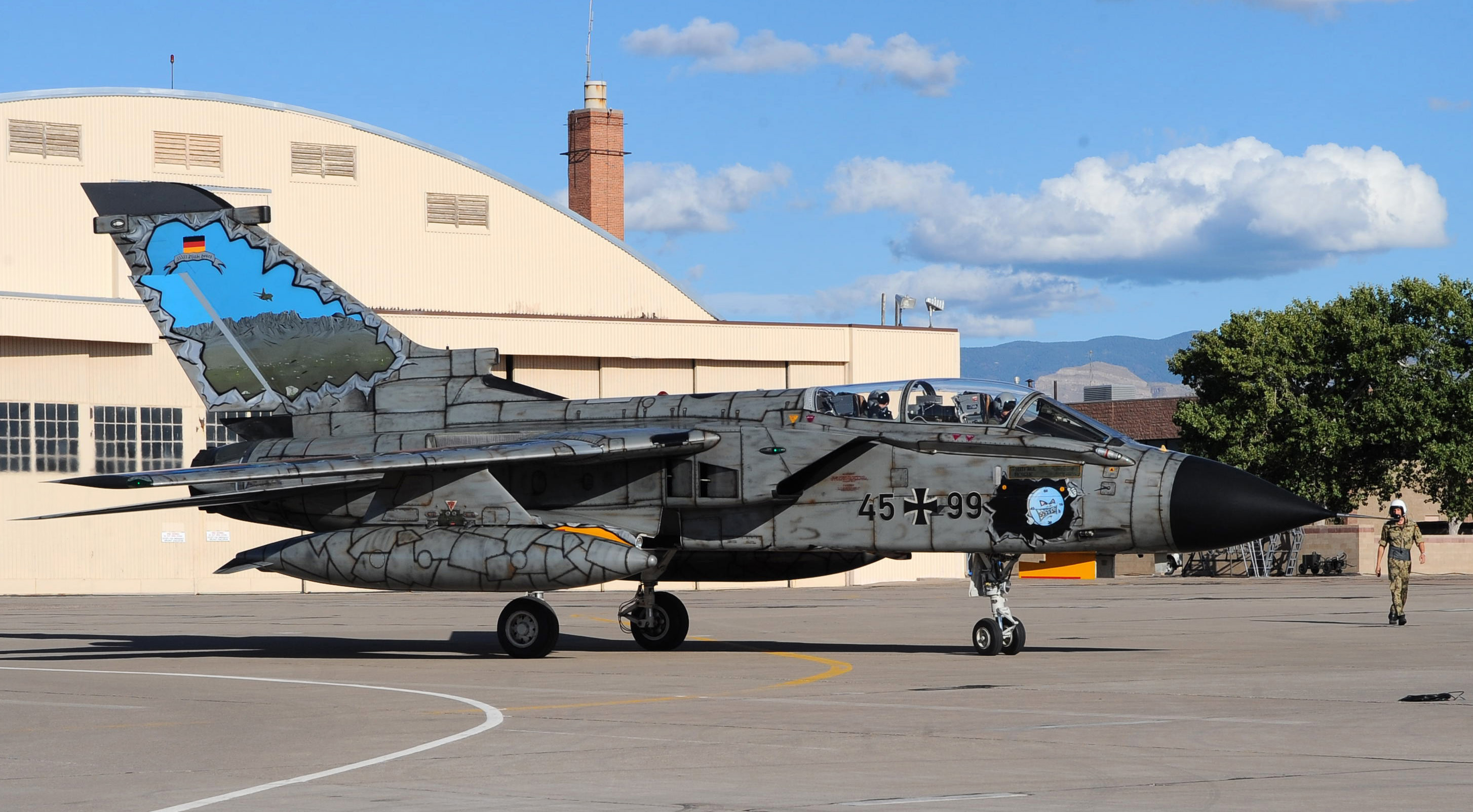
Tornado in Sonderbemalung zur Feier der 55.555 Flugstunde in Holloman am 13. Oktober 2009
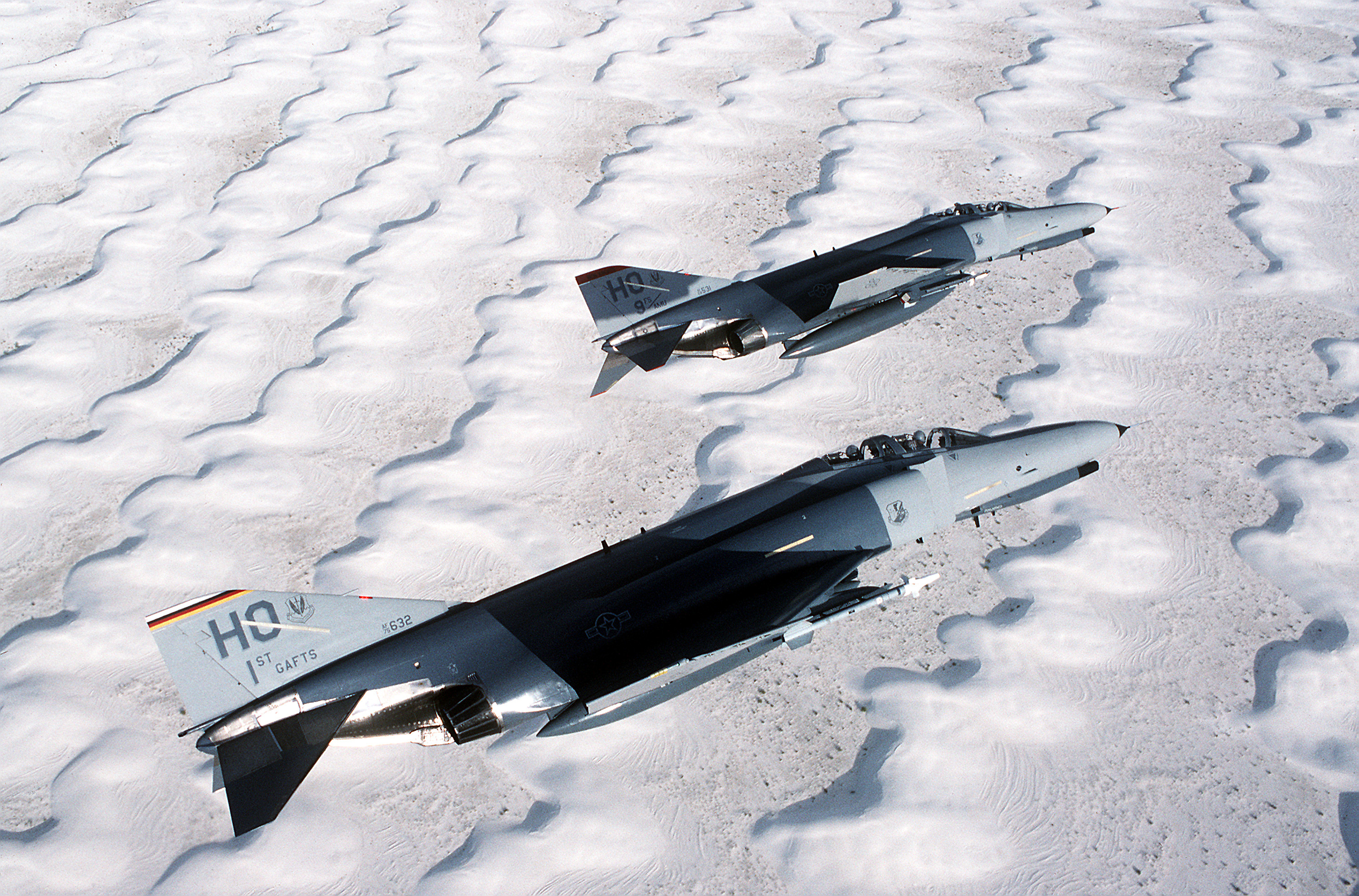
Zwei F-4E Phantom II, davon eine von der 1st German Air Force Training Squadron und die andere von der 9th Fighter Squadron der USA im Jahr 1992

## Heutige Nutzung
Die wichtigsten Nutzer der Basis sind zurzeit (2016) im Einzelnen:
- 49th Wing, offizieller Hauptnutzer Hollomans seit 1968, das mit vier Staffeln Drohnen der Typen MQ-1 und MQ-9 ausgerüstet ist
- 96th Test Group mit der 586th Flight Test Squadron als einziger fliegenden Staffel
- 54th Fighter Group, seit 2014 ist Holloman zweite F-16 Ausbildungsbasis mit zwei fliegenden Staffeln, der 311th (seit 2014) und 314 Fighter Squadron (seit 2015), es wird erwogen zwei weitere Staffeln in Holloman aufzustellen[4]
- Fliegerisches Ausbildungszentrum der Deutschen Luftwaffe, 1996–2018 (seitdem verlegt zum Taktischen Luftwaffengeschwader 51 nach Jagel, Schleswig-Holstein)

Neben den fliegenden Einheiten sind hier sowohl innerhalb der oben aufgeführten USAF-Verbände als auch darüber hinaus eine Reihe nichtfliegender Verbände in Holloman stationiert.

## Persönlichkeiten
- Ruth Montgomery-Andersen (* 1957), US-amerikanisch-grönländische Tänzerin, Hebamme und Gesundheitswissenschaftlerin, hier geboren

## Trivia
Der Stützpunkt wurde für einige Filmszenen der Kinofilme Transformers und Transformers – Die Rache genutzt.